# Caloplaca chalybaea
Caloplaca chalybaea är en lavart som först beskrevs av Elias Fries, och fick sitt nu gällande namn av Johannes Müller Argoviensis. Caloplaca chalybaea ingår i släktet orangelavar och familjen Teloschistaceae.  Arten är reproducerande i Sverige. Inga underarter finns listade i Catalogue of Life.